# Selma (película)
Selma es una película de drama estadounidense de 2014, dirigida por Ava DuVernay y escrita por DuVernay y Paul Webb. La película está basada en las marchas por los derechos de voto que sucedieron de Selma a Montgomery, lideradas por James Bevel, Hosea Williams, y Martin Luther King, Jr. de SCLC y John Lewis del SNCC. David Oyelowo interpreta a Martin Luther King, Jr., Tom Wilkinson como el presidente Lyndon Johnson, Common como Bevel, y Carmen Ejogo como Coretta Scott King.
Pathé financió la película, y Plan B Entertainment y Harpo Productions coprodujeron el proyecto. Paramount Pictures distribuyó Selma en los Estados Unidos y Canadá.
Selma se estrenó en un evento del American Film Institute el 11 de noviembre de 2014, y tuvo su lanzamiento en el cine en los Estados Unidos el 25 de diciembre de 2014.

## Argumento
La película trata de la época, donde se torpedeó el derecho de voto a las personas de raza negra en los estados del sur de los Estados Unidos y de la campaña que hizo el Dr. Martin Luther King, Jr. para garantizar la igualdad de derechos de voto al respecto a través de una marcha épica de Selma a Montgomery, Alabama, en 1965 y que llevó a la Ley de derecho de voto de 1965.

## Reparto
- David Oyelowo como Martin Luther King, Jr.[3]
- Tom Wilkinson como Lyndon B. Johnson[4]
- Tim Roth como George Wallace.[5]
- Common como James Bevel.[6]
- Carmen Ejogo como Coretta Scott King.[7]
- Lorraine Toussaint como Amelia Boynton Robinson.[8]
- Oprah Winfrey como Annie Lee Cooper.[9]
- Cuba Gooding, Jr. como Fred Gray.[10]
- Niecy Nash como Richie Jean Jackson.[11]
- Colman Domingo como Ralph Abernathy.[12]
- Giovanni Ribisi como Lee C. White[13]
- Alessandro Nivola como John Doar.[14]
- Keith Stanfield as Jimmie Lee Jackson.[15]
- Andre Holland como Andrew Young.[16]
- Tessa Thompson como Diane Nash.[17]
- Wendell Pierce como Hosea Williams.[18]
- Omar Dorsey como James Orange.
- Ledisi como Mahalia Jackson.[19]
- Trai Byers como James Forman.[20]
- Stephan James como John Lewis.[21]
- Kent Faulcon como Sullivan Jackson.[12]
- John Lavelle como Roy Reed.[22]
- Jeremy Strong como James Reeb.[23]
- Dylan Baker como J. Edgar Hoover[24]
- Nigel Thatch como Malcolm X.
- Charity Jordan como Viola Lee Jackson.
- Haviland Stillwell como Secretaría de Johnson.
- Tara Ochs como Viola Liuzzo.
- Martin Sheen como Frank Minis Johnson.[25]

## Producción

### Desarrollo
El 18 de junio de 2008, Variety informó que el guionista Paul Webb había escrito una idea original sobre Martin Luther King Jr. y Lyndon B. Johnson para Christian Colson de Celador, que es coproducida por Brad Pitt de Plan B Entertainment. En 2009 Lee Daniels sería él quien iba a dirigir la película, con la financiación por Pathé, y con Dede Gardner, Jeremy Kleiner de Plan B como coproductores junto con la participación de Cloud Eight Films. En 2010 los informes indicaban que The Weinstein Company se uniría a Pathe y Plan B para la financiación de la película con 22 millones de dólares, pero para el próximo mes Daniels había firmado con Sony para volver a escribir y dirigir The Butler. En una entrevista en agosto de 2010, Daniels dijo que el financiamiento estaba listo para el proyecto de Selma, pero tenía que elegir entre The Butler y Selma, y eligió The Butler. En julio de 2013 se anunció que Ava DuVernay había firmado para dirigir Selma con Pathe UK y Plan B, y que ella estaba ajustando el guion con el guionista original, Paul Webb. A principios de 2014 Oprah Winfrey se unió como productora junto con Brad Pitt, y el 25 de febrero Paramount Pictures estaba en negociaciones finales para los derechos de distribución canadienses y en EE. UU.
El 4 de abril de 2014, la directora DuVernay anunció que Bradford Young sería el director de fotografía del filme.

### Audiciones
En 2010 Daniels confirmó el papel estelar de David Oyelowo como Martin Luther King Jr.. Los actores que habían confirmado en 2010, pero que no aparecieron en la producción de 2014 incluyen a Robert De Niro, Hugh Jackman, Cedric the Entertainer, Lenny Kravitz, y Liam Neeson.
El 26 de marzo de 2014, Tom Wilkinson se agregó al elenco para interpretar al presidente estadounidense Lyndon B. Johnson. El 7 de abril, se anunció que Carmen Ejogo interpretaría a la esposa del Dr. King, Coretta Scott King. El 15 de abril, el actor y rapero Keith Stanfield se unió al elenco para interpretar a un manifestante de derechos civiles Jimmie Lee Jackson, quien fue asesinado a tiros en una marcha nocturna y cuya muerte fue conducido por James Bevel para iniciar la Marcha de Selma a Montgomery. El 22 de abril, Lorraine Toussaint se unió al elenco para retratar a Amelia Boynton Robinson, que era muy activa en el movimiento Selma, llegó ante SCLC y fue la primera mujer afroamericana en Alabama a postularse para el Congreso. El 25 de abril, se anunció que Ledisi se había añadido al elenco para interpretar a Mahalia Jackson, cantante y amigo de King. El 7 de mayo, Andre Holland se unió al elenco para interpretar al político y activista por los derechos civiles Andrew Young. El 8 de mayo, Tessa Thompson fue elegida para interpretar el papel de Diane Nash, un activista de los derechos civiles y miembro fundador del Comité Coordinador Estudiantil No Violento. El 9 de mayo, Deadline confirmó el papel del Common como James Bevel, el director de Acción Directa y Director de Educación No Violenta de la Conferencia de Liderazgo Cristiano del Sur. El 16 de mayo, Trai Byers se une al elenco para interpretar a James Forman, un líder de los derechos civil activo en el Comité Coordinador Estudiantil No Violento. Y el 20 de junio, Deadline confirma el personaje de Colman Domingo como un activista de SCLC Ralph Abernathy. El 28 de mayo, Stephan James se confirmó para interpretar el papel de un activista de SNCC John Lewis en la película. El 29 de mayo Wendell Pierce se unió a la película para interpretar al líder de derechos civiles Hosea Williams. El 30 de mayo, Cuba Gooding, Jr. fue llamado a interpretar al famoso abogado de derechos civiles y activista Fred Gris. El 3 de junio, Tim Roth firmó para interpretar al gobernador de Alabama George Wallace. El 4 de junio, Niecy Nash se unió al elenco para interpretar a Richie Jean Jackson, esposa del Dr. Sullivan Jackson interpretado por Kent Faulcon, mientras que John Lavelle unió para interpretar a Roy Reed, un reportero que cubre la marcha por The New York Times. El 10 de junio, se anunció que el productor de la película, Oprah Winfrey, también interpretaría a Annie Lee Cooper, una mujer de 54 años de edad, quien trató de registrarse para votar y fue negada por el Sheriff Clark - quien luego le dio un puñetazo en la mandíbula y fue derribada. Jeremy se unió al elenco para interpretar a James Reeb, un ministro de Boston y asesinado, activista de derechos civiles. El 12 de junio, se informó de que Giovanni Ribisi se uniría al elenco para interpretar a Lee C. White, asesor de los presidentes Kennedy y Johnson en estrategias con relación al movimiento de derechos civiles. Alessandro Nivola también se unió para interpretar a John Doar, un activista de los derechos civiles y el fiscal general de los derechos civiles del Departamento de Justicia en la década de 1960. Y el 17 de junio, Dylan Baker fue añadido al elenco para interpretar al director del FBI, J. Edgar Hoover, quien llevó a cabo extensas investigaciones de Kinh y sus asociados.

### Rodaje
Las grabaciones de la película comenzaron el 20 de mayo de 2014, en Atlanta, Georgia. Las escenas rodadas en la película Selma se realizaron en el puente Edmund Pettus, y una escena clave en el Dexter Avenue hacia el Capitolio del Estado de Alabama en Montgomery, Alabama. El rodaje también tuvo lugar alrededor de la Plaza de Marietta y Corte del Condado de Rockdale en Conyers. La escena Conyers involucra un retrato del juez federal Frank Minis Johnson, quien dio el fallo que la tercera y última marcha podría seguir adelante. Durante el rodaje de una escena clave donde King lleva manifestantes de derechos civiles por la Avenida Dexter hacia las Alabama State Capitol muchos automóviles antiguos fueron vistos en el set fuera del Capitolio. Según Brenda Thompson, Rutledge, Georgia Miembro del Concejo Municipal y Rutledge Iglesia Bautista miembro, a la Iglesia Bautista "Rutledge" se le pagó al menos $500 para la iglesia y otro para el estacionamiento. En el condado de Newton, Georgia, el rodaje tuvo lugar en: Flat Road, entre Cornish Traza Drive y el carril de Baker, la carretera del aeropuerto, entre Poole Stand Road y Ga Highway 142, Gregory Road, justo al lado de Flat Rock Road, Conyers, Lee Brown,. Ivy y Emory Calles, el exterior de la casa en 2222 Lee Street, y un lanzamiento de la noche en el interior Townhouse Café en 1145 Washington St.

## Música
Lonnie Rashid Lynn Jr. (Common) y John Legend compuso la música de la película, marcándose como su primer trabajo de Moran.

## Estreno
Tras el anuncio de que Selma tendría un estreno 30 minutos en el AFI Fest en el Teatro Egipcio de Grauman en Los Ángeles el 11 de noviembre de 2014. los productores y el director decidieron hacer de este evento un estreno completo. Selma recibió una ovación de pie cuando se presentó. La película recibirá un estreno limitado el 25 de diciembre de 2014, antes de abrir un estreno amplio el 9 de enero de 2015.

## Recepción
Selma recibió la aclamación de los primeros críticos. Sobre la base de 210 revisiones en Rotten Tomatoes, la película tiene una calificación de 99%, con una calificación promedio de 8,7/10. En Metacritic, la película tiene una puntuación de 89 sobre 100, basado en 46 críticos, lo que indica "la aclamación universal" de los críticos.

## Premios y candidaturas
| Premio                                    | Categoría                       | Receptores                            | Resultado | Ref(s) |
| ----------------------------------------- | ------------------------------- | ------------------------------------- | --------- | ------ |
| Premios Óscar                             | Mejor película                  | Mejor película                        | Candidata | [ 51 ] |
| Premios Óscar                             | Mejor canción original          | Glory por John Stephens y Lonnie Lynn | Ganador   | [ 51 ] |
| Premios Independent Spirit                | Mejor película                  | Ava DuVernay                          | Candidata | [ 52 ] |
| Premios Independent Spirit                | Mejor Actor                     | David Oyelowo                         | Candidato | [ 52 ] |
| Premios Independent Spirit                | Mejor director                  | Ava DuVernay                          | Candidata | [ 52 ] |
| Premios Independent Spirit                | Mejor actriz de reparto         | Carmen Ejogo                          | Candidata | [ 52 ] |
| Premios Independent Spirit                | Mejor fotografía                | Bradford Young                        | Candidato | [ 52 ] |
| Premios Satellite                         | Mejor Actor                     | David Oyelowo                         | Candidato | [ 53 ] |
| Premios Satellite                         | Mejor Guion Original            | Paul Webb                             | Candidato | [ 53 ] |
| Premios Satellite                         | Mejor película                  | Ava DuVernay                          | Candidata | [ 53 ] |
| Premios Satellite                         | Mejor director                  | Ava DuVernay                          | Candidata | [ 53 ] |
| ASOCIACIÓN DE CRÍTICOS AFROAMERICANOS     | Mejor película                  | Ava DuVernay                          | Ganadora  | [ 54 ] |
| ASOCIACIÓN DE CRÍTICOS AFROAMERICANOS     | Mejor director                  | Ava DuVernay                          | Ganadora  | [ 54 ] |
| ASOCIACIÓN DE CRÍTICOS AFROAMERICANOS     | Mejor actor                     | David Oyelowo                         | Ganador   | [ 54 ] |
| ASOCIACIÓN DE CRÍTICOS AFROAMERICANOS     | Mejor canción                   | Glory                                 | Ganadora  | [ 54 ] |
| ASOCIACIÓN DE CRÍTICOS AFROAMERICANOS     | Top 10 del 2014                 | Selma                                 | Ganadora  | [ 54 ] |
| ASOCIACIÓN DE CRÍTICOS DE LOS ÁNGELES     | NEW GENERATION AWARD            | Ava DuVernay                          | Ganadora  | [ 55 ] |
| Asociación de Críticos Norteamericanos    | NBR FREEDOM OF EXPRESSION AWARD | Selma                                 | Ganadora  | [ 56 ] |
| Premios de la Sociedad de Críticos Online | Mejor película                  | Mejor película                        | Candidata | [ 57 ] |
| Premios de la Sociedad de Críticos Online | Mejor director                  | Ava DuVernay                          | Candidata | [ 57 ] |
| Premios de la Sociedad de Críticos Online | Mejor guion original            | Paul Webb                             | Candidato | [ 57 ] |
| American Film Institute                   | Top 11 del año                  | Selma                                 | Ganadora  | [ 58 ] |
| Premios Globo de Oro                      | Mejor película - Drama          | Mejor película - Drama                | Candidata | [ 59 ] |
| Premios Globo de Oro                      | Mejor Canción Original          | Glory                                 | Ganadora  | [ 59 ] |
| Premios Globo de Oro                      | Mejor director                  | Ava DuVernay                          | Candidata | [ 59 ] |
| Premios Globo de Oro                      | Mejor actor - Drama             | David Oyelowo                         | Candidato | [ 59 ] |
| Críticos de Chicago                       | Mejor actor                     | David Oyelowo                         | Candidato | [ 60 ] |
| Críticos de San Diego                     | Mejor Película                  | Selma                                 | Candidata | [ 61 ] |
| Críticos de San Diego                     | Mejor reparto                   | Mejor reparto                         | Candidata | [ 61 ] |
| Premios Image                             | Mejor película                  | Mejor película                        | Ganadora  | [ 62 ] |
| Premios Image                             | Mejor director                  | Ava DuVernay                          | Ganadora  | [ 62 ] |
| Premios Image                             | Mejor actor                     | David Oyelowo                         | Ganador   | [ 62 ] |
| Premios Image                             | Mejor actor de reparto          | André Holland                         | Candidato | [ 62 ] |
| Premios Image                             | Mejor actor de reparto          | Common                                | Ganador   | [ 62 ] |
| Premios Image                             | Mejor actor de reparto          | Wendell Pierce                        | Candidato | [ 62 ] |
| Premios Image                             | Mejor actriz de reparto         | Carmen Ejogo                          | Ganadora  | [ 62 ] |
| Premios Image                             | Mejor actriz de reparto         | Oprah Winfrey                         | Candidata | [ 62 ] |